# Porsche 919 Hybrid
La Porsche 919 Hybrid è una autovettura da competizione di tipo Sport Prototipo realizzata dal reparto sportivo della casa automobilistica tedesca Porsche per gareggiare nella categoria LMP1 del campionato del mondo endurance FIA a partire dal 2014.

## Sviluppo
La 919 segnava il ritorno della storica casa tedesca nel mondo delle corse endurance dopo 16 anni di assenza come squadra ufficiale nella classe principale di questa disciplina, quando correva con la Porsche 911 GT1/98 mentre l'ultimo prototipo era stata la Porsche RS Spyder LM-P2 impiegata nel periodo 2006-2010. In seguito il costruttore tedesco aveva partecipato solo nella classe GT con le Porsche 911.

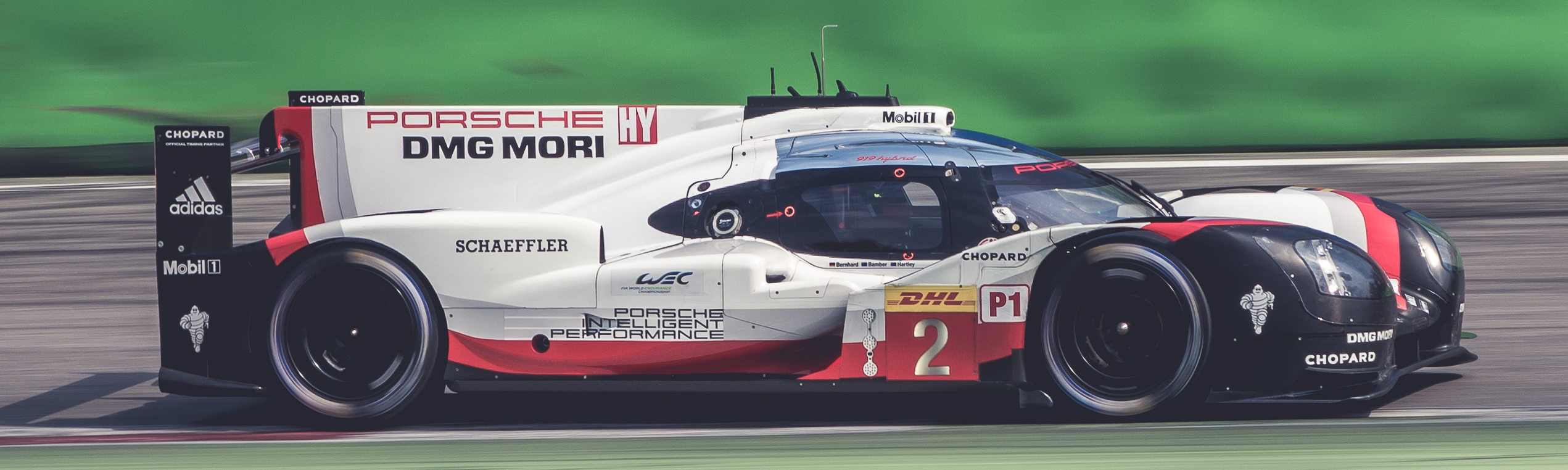
L'ultima versione della Porsche 919 Hybrid del 2017.

La 919 Hybrid, viene concepita fin da subito secondo la normativa ACO per le vetture Le Mans Prototype di classe 1 con propulsione ibrida (LMP1-H), rivista con nuove norme entrate in vigore a partire dal 2014, fra cui l'obbligo da parte dei costruttori ufficiali di schierare vetture ibride, motori non più flangiati ma con un quantitativo massimo di carburante per ogni gara, dei pesi e degli ingombri minori del corpo vettura, con quattro diversi livelli di recupero dell'energia da 2 a 8 megajoule.

## Caratteristiche tecniche

### Propulsione
La 919 è un prototipo a propulsione ibrida, dispone di due motori: uno termico in posizione centrale posteriore alimentato a benzina, affiancato da uno elettrico collocato sull'asse anteriore, alimentato quest'ultimo da una batteria agli ioni di litio. Questa vettura utilizza due sistemi di recupero dell'energia cinetica: dai gas di scarico e in frenata.
L'unità di potenza (power unit) della Porsche è composta da:
- Un motore termico

Il propulsore a combustione interna è un V4 di 90°, di 2.000 cc di cilindrata a ciclo Otto, con iniezione diretta, è realizzato principalmente in lega di alluminio e con componenti in magnesio e titanio, ha doppio albero a camme in testa per bancata e testata a 4 valvole per cilindro, la lubrificazione è a carter secco ed il serbatoio dell'olio è posto fra telaio e motore all'interno della V Questo motore è sovralimentato mediante un turbocompressore posto sopra il distanziale fra motore e cambio, collegato ad un intercooler aria/acqua posto sul lato destro del motore che rinfresca l'aria immessa nei cilindri, è in grado di sviluppare oltre 500 CV. 
La scelta di questo tipo di frazionamento abbinato alla sovralimentazione, ha permesso di ottenere un'unità motrice dal peso contenuto e dalle dimensioni compatte sia in lunghezza che larghezza a tutto vantaggio degli ingombri nel vano motore che sono limitati, migliorando l'accentramento delle masse e i flussi d'aria interni per il raffreddamento degli organi meccanici. Tuttavia l'architettura V4 di 90° generava forti vibrazioni fastidiose per la sensibilità di guida dei piloti, inconvenienti risolti in seguito apportando modifiche anche strutturali.
- Due sistemi di recupero dell'energia (definiti ERSA)

1. Il primo, detto ERS-K, è generatore sull'asse anteriore collegato tramite dei semiassi alle ruote anteriori, che recupera l'energia cinetica durante la fasi di frenata (sistema analogo a quello utilizzato in F1) trasformandola in energia elettrica.
2. Il secondo, detto ERS-H, è un generatore a turbina, azionata dall'energia termica dei gas di scarico, funziona in parallelo con il turbocompressore dal quale però è separato.

- Uno stoccaggio dell'energia (definito ES)

Come tipo di accumulatore viene utilizzata una batteria agli ioni di litio raffreddata a liquido, posta nell'abitacolo sul lato destro del pilota, Porsche ha scelto questo tipo stoccaggio in quanto l'alta densità della loro energia consente di accumulare più energia elettrica per un arco di tempo più esteso e di redistribuirla poi in un modo più flessibile lungo il giro di oltre 13 km del circuito di Le Mans. Inizialmente la Porsche era intenzionata ad omologare la propria vettura nella classe più alta per il recupero di energia, cioè fino a 8 MJ per giro, tuttavia i tecnici della casa tedesca tramite delle simulazioni di gara si accorsero che solo il circuito di Le Mans era abbastanza lungo da permettere di recuperare quel valore, mentre nelle altre piste recuperavano mediamente 6 MJ, perciò nel 2014 la Porsche 919 fu omologata nella classe 6 MJ ritenuta più idonea per i propri sistemi di recupero, nel 2015 invece la Porsche dopo aver apportato degli affinamenti al proprio sistema ibrido ha deciso di salire nella classe fino a 8 MJ.
- Un motore elettrico (definito MGU)

Questo motore restituisce la potenza in precedenza recuperata e accumulata dalla batteria agli ioni di litio, trasmettendo all'asse anteriore una potenza di oltre 400 CV (250 CV nel 2014) nelle fasi di accelerazione, in questo caso la vettura diventa temporaneamente una trazione integrale. Si tratta dello stesso meccanismo elettrico che svolge le funzioni di ERS-K e di MGU: nel primo caso funziona come un generatore, mentre nel secondo come motore.

### Trasmissione
Il motore termico trasmette la sua potenza alle ruote motrici posteriori, tramite il KERS sull'asse anteriore la trazione diventa integrale. La frizione è in plastiche rinforzate in fibra di carbonio (CFRP) e la trasmissione avviene un cambio sequenziale a 7 rapporti attuato idraulicamente, il differenziale è autobloccante.

### Telaio e aerodinamica
Il telaio è una monoscocca realizzata in fibra di carbonio composita con pannelli d'alluminio a nido d'ape, le sospensioni all'avantreno e al retrotreno sono di tipo indipendenti multilink con sistema pushrod e ammortizzatori regolabili, lo sterzo è a cremagliera servo-assistito idraulicamente. Il sistema frenante ha un doppio circuito idraulico, pinze freno monoblocco in lega d'alluminio e dischi in fibra di carbonio ventilati internamente. Le ruote di egual misura su entrambi gli assi sono forgiate in magnesio e montano pneumatici Michelin radiali 310/710-18.
In totale il corpo vettura ha una massa complessiva di 870 kg. Il serbatoio ha una capacità di 68,3 litri di benzina. L'aerodinamica è stata curata in galleria del vento per un complessivo di 2000 ore di progettazione. La sua velocità massima è superiore a 340 km/h.

## Attività sportiva

### Campionato del mondo endurance

#### 2014

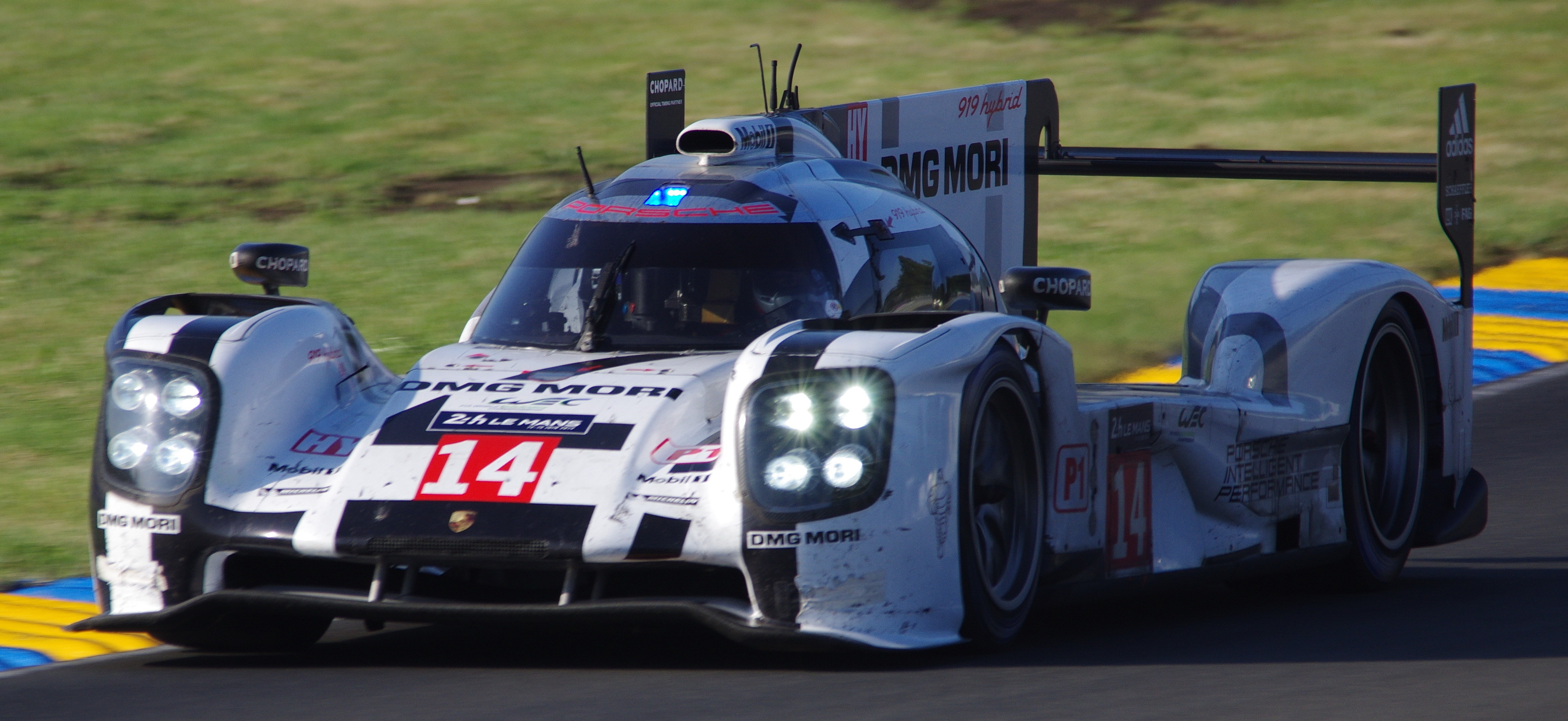
La Porsche 919 Hybrid alla 24 Ore di Le Mans 2014.

Nel 2014 la Porsche 919 esordisce nel campionato del Mondo Endurance FIA con due vetture, la N°14, affidata a Romain Dumas, Neel Jani e Marc Lieb, e la Nº20 con Timo Bernhard, Mark Webber e Brendon Hartley. Il debutto della 919 Hybrid avviene alla 6 Ore di Silverstone 2014, dove la casa di Stoccarda ottiene subito un terzo posto con la N°20 di Bernhard-Webber-Hartley, alle spalle delle due Toyota TS040 Hybrid. Alla successiva 6 ore di Spa ottiene la pole position con la Nº14 di Jani-Dumas-Lieb, poi in gara arriva quarta, mentre la N°20 è costretta al ritiro. Alla 24 Ore di Le Mans  entrambe le Porsche sono costrette al ritiro per problemi di affidabilità, dopo che la Nº20 ha avuto serie possibilità di lottare per la vittoria. Alla 6 Ore di Austin la N°14 arriva quarta precedendo la vettura gemella, mentre alla 6 Ore del Fuji la casa tedesca ritorna sul podio con Webber, Hartley e Bernhard che ottengono un terzo posto davanti all'altra Porsche. Alla 6 ore di Shanghai la Porsche 919 Hybrid N°20 di Jani, Dumas e Lieb si classifica terza alle spalle delle due Toyota TS040 Hybrid.
La 6 ore di San Paolo vede la prima affermazione della vettura, che conquista la vittoria con l'equipaggio Dumas-Jani-Lieb davanti alla Toyota TS040 Hybrid di Davidson-Buemi ed all'Audi R18 e-tron quattro di Di Grassi-Duval-Kristensen.

#### 2015
Il 2015 vede un miglioramento delle prestazioni della 919, il campionato inizia subito bene: a Silverstone in qualifica la Porsche Nº17 di Webber, Hartley e Bernhard parte in pole, ma in gara i tre sono costretti al ritiro per un problema alla trasmissione, mentre i loro compagni Jani-Dumas-Lieb sono secondi dietro l'Audi n7 di Fassler-Treluyer-Lotterer. Nella gara successiva a Spa la Porsche N°17 è di nuovo in pole, ma in gara a causa di una penalità e un problema tecnico arriva sola terza. La Nº18 invece è di nuovo seconda alle spalle della'Audi n°7, alla quale ha conteso la testa della corsa tra la 4ª e la 5ª ora di gara. La terza 919 iscritta, la Nº19 con alla guida Nico Hulkenberg, Nick Tandy e Earl Bamber, arriva sesta dopo un incidente durante un doppiaggio verso la terza ora di gara, mentre c'era alla guida Tandy.

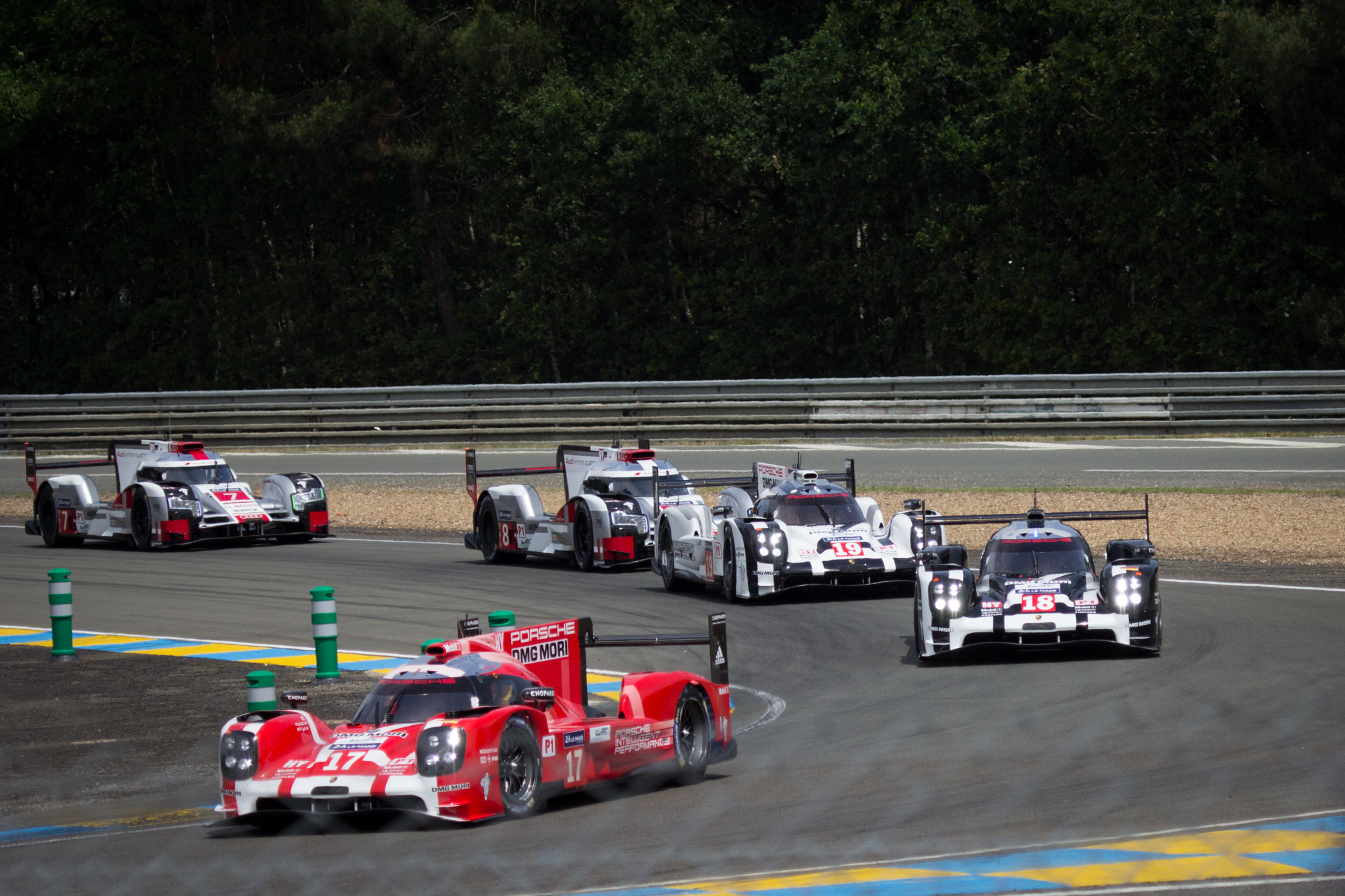
Le tre Porsche 919 Hybrid precedono due Audi R18 e-tron quattro alla 24 Ore di Le Mans 2015. Da notare le livree speciali delle Porsche n.17 e n.18.

Alla 24 Ore di Le Mans la Porsche si mette in evidenza: Jani con la vettura Nº18 ottiene la pole registrando il nuovo record del circuito, mentre le altre due Porsche occupano la seconda e la terza posizione. In gara la casa di Stoccarda fa doppietta con Hülkenberg, Tandy e Bamber davanti a Webber, Bernhard e Hartley.
Dopo Le Mans, la casa tedesca ottiene un'altra doppietta alla 6 Ore del Nurburgring, con Webber-Bernhard-Hartley davanti a Jani-Dumas-Lieb.
Il 19 settembre si corre la 6 ore di Austin, in Texas. In gara alla partenza Webber scavalca all'esterno Jani e si invola. La gara viene vinta dal Bernhard-Webber-Hartley sulla Porsche numero 17, seguita dall'Audi numero 7: al terzo posto chiude l'Audi numero 8.
Nella gara successiva la Porsche numero 17 di Bernhard, Webber e Hartley, alla terza vittoria consecutiva, vola a 129 punti in classifica, davanti all'Audi numero 7 con 128.
La gara di Shanghai inizia con le Porsche prime in qualifica e viene corsa sotto una pioggia battente. Ma con l'asciugarsi della pista, le 919 Hybrid risalgono la classifica insidiando le Audi. La gara viene vinta da Webber-Bernhard-Hartley sulla Porsche numero 17 davanti Dumas-Jani-Lieb sulla 18 e all'Audi numero 7 di Fassler-Lotterer-Treluyèr.
In Bahrein la Porsche monopolizza ancora la prima fila con Bernhard-Webber-Hartley di nuovo in pole. In gara Bernhard va al comando, ma dopo mezz'ora un problema all'attuatore dell'acceleratore lo costringe ad una fermata di 5 giri nel garage. Poi con una rimonta riusciranno ad agguantare un prezioso quinto posto, che sommato alla vittoria di Dumas-Jani-Lieb davanti all'Audi n.7 consente al trio della Porsche n.17, composta da Timo Bernhard, Mark Webber e Brendon Hartley, di laurearsi campioni del mondo piloti 2015. Il mondiale costruttori incorona la Porsche con 344 punti, contro i 264 dell'Audi ed i 164 dei campioni uscenti della Toyota.

#### 2016

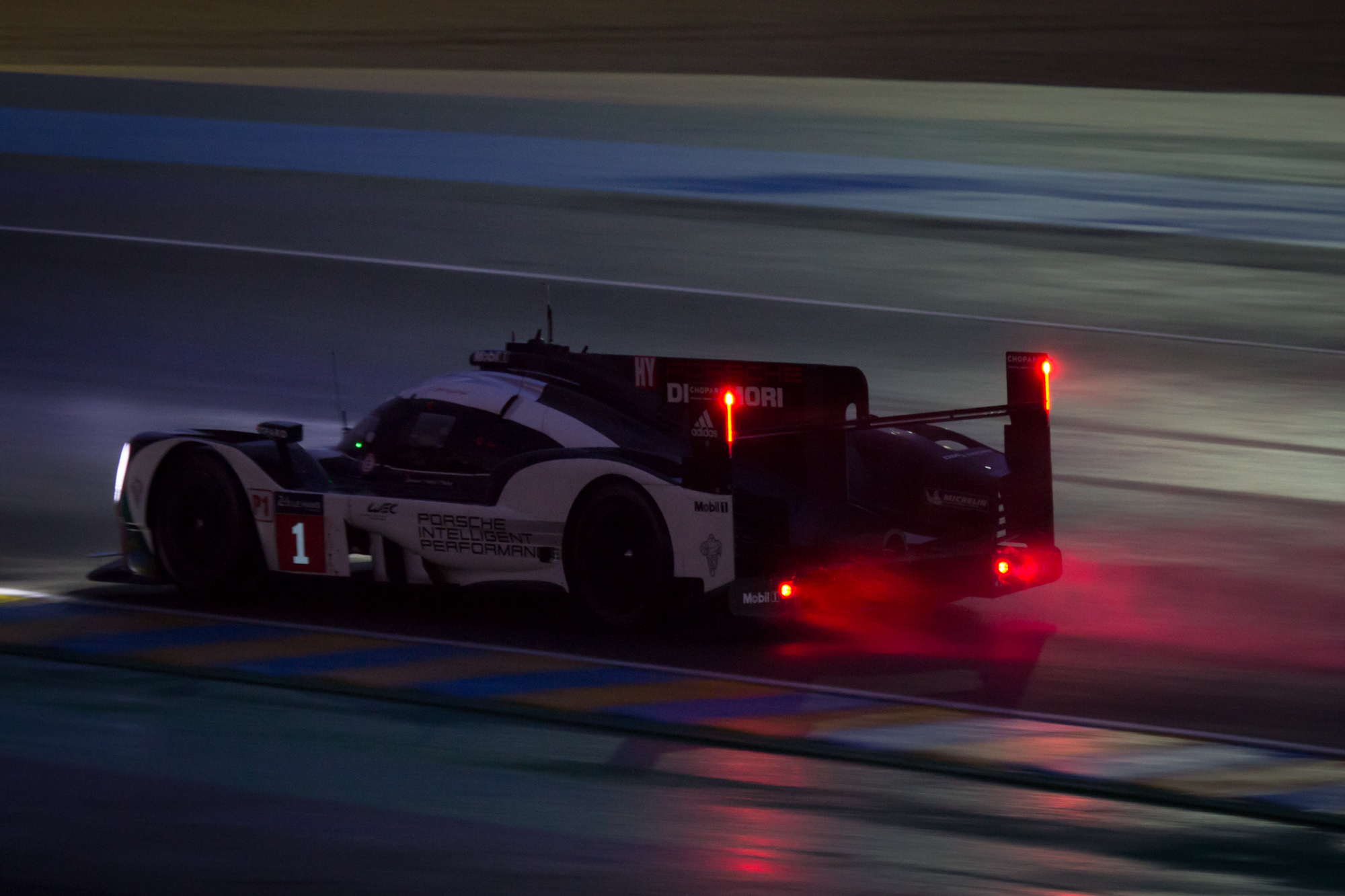
Il posteriore della Porsche 919 Hybrid del 2016.

Il WEC 2016 riparte a Silverstone. La Porsche nelle qualifiche sul bagnato, viene battuta dalle Audi. Dopo un duello con la Porsche numero 2, la gara viene vinta dall'Audi numero 7 di Fassler-Lotterer-Treluyèer, davanti a Dumas-Jani-Lieb e alla Toyota di Kobayashi-Sarrazin-Conway. A seguito di un'irregolarità al fondo della vettura riscontrata durante le verifiche, l'Audi vincitrice viene squalificata, consegnando la vittoria alla Porsche numero 2 e il secondo posto alla Toyota numero 6. Terza sale la Rebellion numero 13. La Toyota comanda il mondiale costruttori con 33 punti, Porsche seconda a 25 e solo 1 punto per l'Audi, quello della pole.
A Spa si disputa il secondo round. La Porsche domina la prove con la numero 1 davanti alla 2 che precedono Toyota e Audi. In gara invece l'equipaggio di Dumas-Jani-Lieb esce subito dai giochi per un problema all'ibrido che li costringe per tutta la gara a girare 3 secondi al giro più lenti. La numero 2 chiuderà comunque seconda dietro l'Audi numero 8.
Nella 24 ore di Le Mans le qualifiche sono dominate dalle 919 Hybrid, con la numero 2 di Jani che fa la pole davanti alla gemella. In gara le Porsche se la giocano con le Toyota, mentre le Audi non sono mai in gara. Neel Jani vince la corsa assieme a Romain Dumas e Marc Lieb, davanti alla Toyota numero 6 e all'Audi numero 8.
Il quarto appuntamento è al Nurburgring. In qualifica volano le Audi con la numero 7 in pole davanti alla gemella, seguono le Porsche e le deludenti Toyota. In gara però le cose cambiano. Bernhard supera subito una delle due Audi e ai box la Porsche si prenderà la vetta della gara. Con una strategia azzeccata la vettura numero 2 prende il comando delle operazioni a metà gara, ma Lieb a 2 ore dal termine colpisce la Porsche numero 88 di classe GTE AM e danneggia l'anteriore della macchina. La Porsche 919 Hybrid numero 1 non ha problemi e vince con Bernhard-Webber-Hartley davanti alle Audi 8 e 7 e all'altra Porsche.

## La 919 Hybrid Evo

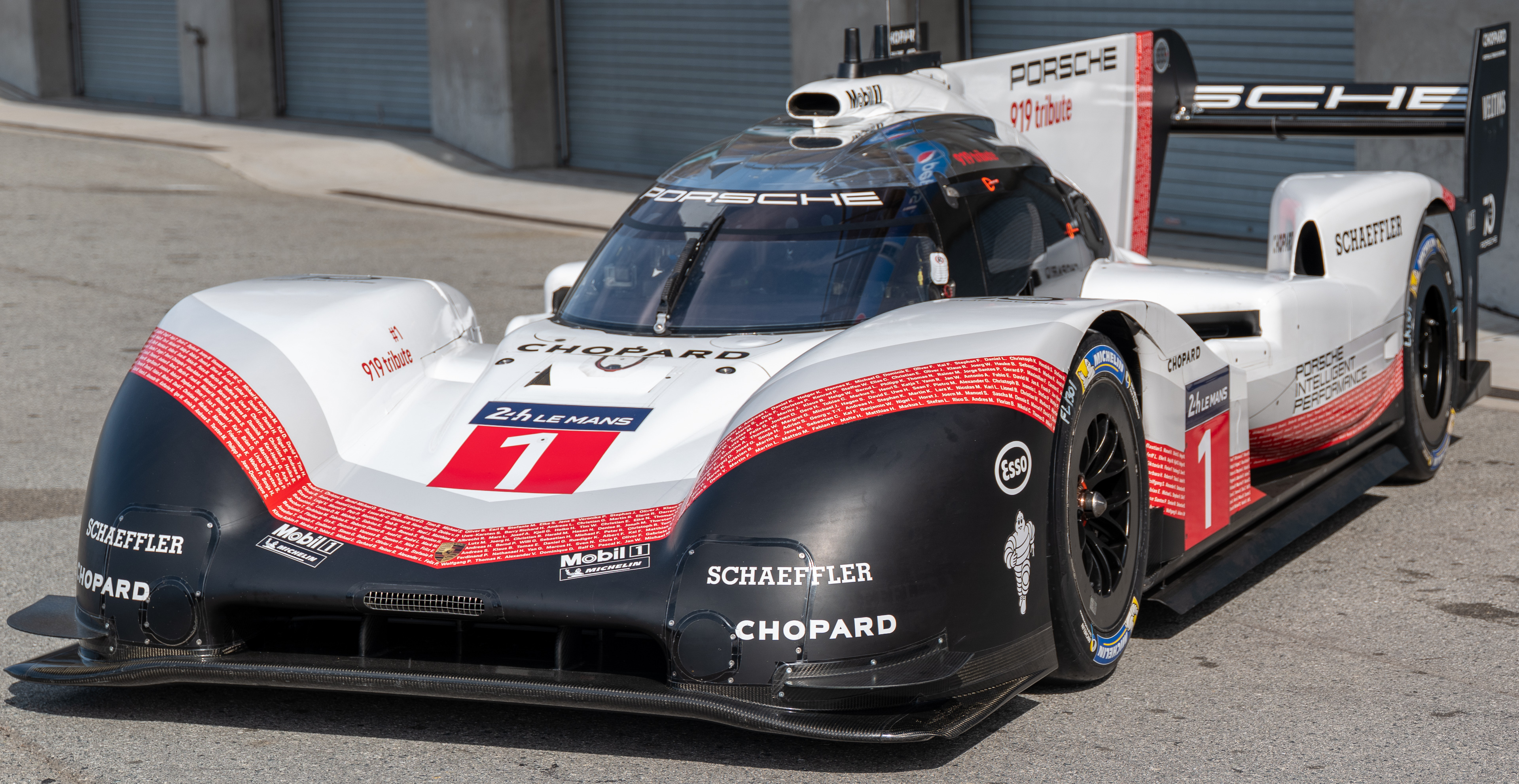
La Porsche 919 Hybrid Evo

Terminata la stagione 2017, la Porsche ha abbandonato il suo impegno nel WEC con la 919 Hybrid per concentrarsi nello sviluppo di una monoposto elettrica per il campionato di Formula E e nei vari impieghi delle vetture GT.
L'11 Aprile 2018 Porsche ha presentato un'evoluzione della 919 Hybrid denominata 919 Hybrid Evo, con l'intenzione di dimostrare il potenziale della 919 Hybrid senza alcuna limitazione regolamentare. L'auto ha battuto l'allora record del Circuito di Spa-Francorchamps con un tempo sul giro di 1:41.77 con Neel Jani al volante. È stata di 0,783 secondi più veloce del giro di qualifica di Lewis Hamilton del Gran Premio del Belgio 2017 (1:42.553) a bordo della Mercedes AMG F1 W08 EQ Power+. Jani è stato più di 12 secondi più veloce del giro della 919 Hybrid standard durante le qualifiche della 6 Ore di Spa-Francorchamps 2017. Durante il giro Jani ha segnato una velocità massima di 359 km/h sul rettilineo del Kemmel, con una velocità media di 245,61 km/h.Il 29 Giugno 2018 Porsche ha condotto una 919 Hybrid Evo sul circuito del Nürburgring Nordschleife e Timo Bernhard ha fatto segnare un tempo sul giro di 5 minuti e 19,546 secondi, battendo il record assoluto di Stefan Bellof su una Porsche 956 che resisteva dal 1983.
Per ottenere questi record il motore V4 della 919 Hybrid è stato mantenuto per la Evo, ma è stato portato a erogare fino a 720 cv (530 kW) grazie all'assenza di restrizioni sul flusso di carburante. Poiché la quantità di energia recuperata che poteva essere utilizzata a Spa-Francorchamps è stata aumentata da 6,37 MJ (1,77 kWh) a 8,49 MJ (2,36 kWh), la potenza dei motori elettrici è stata aumentata da 400 a 440 cv (da 294 a 324 kW). Rimuovendo l'aria condizionata, i tergicristalli, fari e altri dispositivi elettronici, il peso dell'auto è stato ridotto di 39 kg. I vasti aggiornamenti aerodinamici della 919 Evo hanno aumentato il carico aerodinamico del 53% e l'efficienza aerodinamica del 66%, rispetto alla 919 Hybrid in specifiche da qualifica della 6 Ore di Spa-Francorchamps 2017. Questi aggiornamenti consistono nell'inclusione di un sistema attivo di riduzione della resistenza aerodinamica (Drag Reduction System), un'ala posteriore allargata, un diffusore anteriore più largo e minigonne laterali ad altezza fissa.